# Urucânia
Urucânia é um município brasileiro do estado de Minas Gerais.